# The Art of Norman Simmons
The Art of Norman Simmons ist ein Jazzalbum von Norman Simmons. Die am 17. und 18. Juni 1999 im Seltzer Sound Studio, New York City, entstandenen Aufnahmen erschienen 2000 auf dem Label Savant.

## Hintergrund
Der Pianist Noman Simmons hatte in den 20 Jahren vor den Aufnahmen zu diesem Album vor allem den Sänger Joe Williams begleitet; er arbeitete außerdem als Begleitmusiker für Vokalistinnen wie Shoko Amano, Shigeo Maruyama, Dakota Staton, Teri Thornton, Etta Jones und Eiko Miyano. Des Weiteren war er an Aufnahmen von Al Grey, Frank Wess, Philip Harper, Scott Hamilton und Jay Leonhart beteiligt.
1996 spielte er unter eigenem Namen das Album The Heat and the Sweet auf seinem eigenen Label Milljac ein, 1999 folgte in ähnlicher Besetzung das Album The Art of Norman Simmons, das überwiegend Eigenkompositionen des Pianisten enthielt. Simmons nahm das Album mit dem Saxophonisten Eric Alexander, dem Gitarristen Henry Johnson (einem Kollege aus der Begleitband von Joe Williams), dem Bassisten Paul West und dem Schlagzeuger Paul Wells auf, letzterer ein weiterer langjähriger Mitarbeiter Simmons’.

## Titelliste
- Norman Simmons: The Art of Norman Simmons[3]

1. I’m Your Boogie Man 5:35
2. Joe 7:11
3. There Are Such Things 6:12
4. My Silent Love 8:25
5. Stiffed 6:35
6. Harlem Nocturne (Earle Hagen, Dick Rogers) 12:07
7. 6 AM 6:54
8. The Hour of Parting 7:16
9. Medley: I’m Getting Sentimental Over You (George Bassman, Ned Washington) / Roscoe Franbro 10:36

Sofern nicht anders vermerkt, stammen alle Kompositionen von Norman Simmons.

## Rezeption

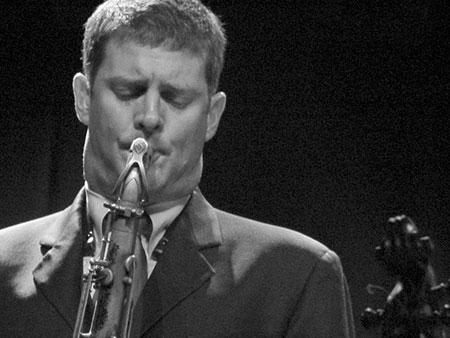
Eric Alexander (2014)

Nach Ansicht von David A. Orthmann, der das Album in All About Jazz rezensierte, schaffe der Pianist in The Art of Norman Simmons ein Gleichgewicht zwischen der Nutzung seiner eigenen Talente und der Verschmelzung mit Musikern, die er respektiere und bewundere. Die Mitglieder seines Quintetts würden das gemeinsame Ziel teilen, entspannt und ohne Eile zu swingen, und niemand fühle sich jemals gezwungen zu schreien, um einen Punkt zu machen.
Miles Jordan schrieb in JazzTimes, Simmons sei ein großartiger Interpret und gleichzeitig ein überzeugender Komponist. Sein Stück „Joe“, eine fröhliche Ballade, die er zu Ehren von Williams geschrieben hatte, enthalte sensible Soli von Simmons, dem Tenorsaxophonisten Eric Alexander und dem Gitarristen Henry Johnson, einem weiteren Mitarbeiter von Williams. Zwischen diesen Musikern – einschließlich Bassist Paul West und Schlagzeuger Paul Wells – bestehe eine große Anschlussfähigkeit, die sich sicherlich in ihrem einfühlsamen Zusammenspiel zeige. Neben dem flotten Blues „I’m Your Boogie Man“, mit dem die Dinge beginnen, enthalten andere Simmons-Originale das bop-orientierte „Stiffed“ mit einer Reihe faszinierender Ensemble-Riffs, die die Action betonen – ein Vehikel, das Simmons auch bei „There Are Such Things“ und gut in seinem eigenen entspannten Stück „6 AM“ (6 Uhr morgens) einsetze.